# دوغ كلارك (سياسي)
دوغ كلارك (بالإنجليزية: Doug Clark)‏ هو سياسي أسترالي، ولد في 27 أبريل 1927، وتوفي في 4 مايو 2008. انتخب عضو مجلس نواب تسمانيا.